# I Found You
I Found You is een nummer uit 2018 van de Amerikaanse dj Benny Blanco en de Schotse dj Calvin Harris. Het is de tweede single van Blanco's debuutalbum Friends Keep Secrets.
Blanco was naar eigen zeggen al sinds 2007 fan van Harris, en wilde daarom graag met hem een nummer maken. Harris heeft het nummer ook ingezongen. In de bijbehorende videoclip zijn ook rapper Lil Dicky, zangeres Halsey en de moeder van Benny Blanco te zien. "I Found You" werd in een aantal landen een klein hitje. Hoewel het flopte in de Verenigde Staten, wist het in het Verenigd Koninkrijk een bescheiden 29e positie te bemachtigen. In de Nederlandse Top 40 werd een 35e positie gehaald, terwijl het in Vlaanderen niet verder kwam dan een 12e positie in de Tipparade.